# Arnold Moore
Arnold Moore (1914 - 9 de mayo de 2004) fue un cantante de blues. Nació en Topeka, Kansas, él creció en Memphis, Tennessee y trabajó con varias bandas de jazz de Kansas City, Misuri, incluyendo el legendario grupo Bennie Moten.
Moore era activo como un artista de grabación durante el 1940s. Moore era conocido con el apodo de "gatemouth." 
Después de vencer su miedo escénico una tarde, Moore vio esto como su llamada para hacerse un ministro ordenado en la iglesia Bautista.
Moore murió en Yazoo City, Misisipi, después de una larga enfermedad a la edad de 90 años.